# 金之玉手箱
『金之玉手箱』（きんのたまてばこ）は、1995年1月6日から1998年3月27日まで朝日放送テレビ（ABCテレビ）が制作し、朝日放送テレビ・テレビ朝日系列で放送されていた音楽番組である。全159回。制作協力はテレコムスタッフ。
当初は関西ローカルで（収録は東京で行われた）、金曜深夜の放送ということもあって『金曜玉手箱』（きんようたまてばこ）というタイトルで放送されていたが、放送回数を重ねるにつれてテレビ朝日などでも放送されるようになり、編成上の都合で金曜深夜以外に放送するネット局が増えたことから、1996年4月2日放送分（第64回）をもって『金之玉手箱』へと改題した。

## 司会
- 中山秀征
- 篠原涼子
- なぎら健壱
- 佐伯進（音楽ライター）

## ナレーター
- 笠原留美

## テーマソング

### オープニングテーマ

#### 金曜玉手箱
- 「君がすて去ろうとも」Eins:Vier

#### 金之玉手箱
- 「In your dream」Eins:Vier
- 「…love me」Eins:Vier
- 「碧い涙」Eins:Vier

### エンディングテーマ

#### 金曜玉手箱
- 「BABY MAYBE」ICE

#### 金之玉手箱
- 「BABY MAGIC EYES」MAGIC
- 「二人なら」太陽の塔

## 放送局
| 放送対象地域 | 放送局         | 系列 | 放送期間                     | 放送日時                       | 備考   |
| ------------ | -------------- | ---- | ---------------------------- | ------------------------------ | ------ |
| 関西広域圏   | 朝日放送テレビ | ANN  | 1995年1月6日 - 1998年3月27日 | 土曜 0:30 - 翌1:25（金曜深夜） | 制作局 |
| 北海道       | 北海道テレビ   | ANN  | 不明                         | 月曜 0:05 - 1:00（日曜深夜）   | [ 1 ]  |
| 山形県       | 山形テレビ     | ANN  | 不明                         | 土曜 0:20 - 1:15（金曜深夜）   | [ 2 ]  |
| 関東広域圏   | テレビ朝日     | ANN  | 不明                         | 木曜 3:10 - 4:10（水曜深夜）   |        |